# Бреме (насеље)
Бреме (мађ. Beremend) је село у Мађарској, у јужном делу државе. Село управо припада Шиклошком срезу Барањске жупаније, са седиштем у Печују.
Бреме је једно од 20-ак насеља у данашњој Мађарској у којој и данас постоји жива српска заједница.

## Природне одлике
Насеље Бреме се налази у јужној Мађарској, у историјској области Барања. Граница са Хрватском се налази непосредно јужно од села. Најближи већи град је Шиклош.
Село је смештено у западној Барањи и релативно је близу Драве. Положај насеља у равници, на приближно 90 метара надморске висине.

## Становништво
Према подацима из 2013. године Бреме је имало 2.509 становника. Последњих година број становника опада.
Претежно становништво у насељу чине Мађари римокатоличке вероисповести, а значајније мањине су Немци и Цигани.

### Попис1910.
| Бреме | Бреме |
| --- | --- |
| Језик | Вера |
| укупно: 2.575 Немачки 1.122 (43,57%) Мађарски 726 (28,19%) Српски 509 (19,76%) Хрватски 152 (5,90%) Словачки 7 (0,27%) остали 59 (2,29%) | укупно: 2.575 Римокатол. 1.697 (65,90%) Православци 509 (19,76%) Калвинисти 255 (9,90%) Јевреји 66 (2,56%) Лутерани 34 (1,32%) остали 14 (0,54%) |

Напомена: У рубрици осталих језика највећи број особа исказао је шокачки, а мањи део ромски језик.

## Срби у Бремену
Срби у селу су данас малобројни, али и даље присутни.
У Бремену је првобитна српска православна црква брвнара подигнута непосредно после сеобе. Садашњи православни храм посвећен празнику Вазнесењу Христовом, грађен 1755. године, је обновљен у 19. веку.
Било је 1731. године у месту „Бремја” 34 правосавна српска дома. Свештеник месни поп Симеон је о ускршњем посту 1735. године причестио укупно 128 православних житеља. Тада се помињу презимена домаћина бременских: Паирић, Радојчин, Драгосављев, Новаков, кузманов, Станисављев, Талијанов, Танкосавин, Гачин, Илбадић, Столе, Марин, Радановић, Вуичић, Вукобрат, Тодоровић, Савардинов, Ибавић, Кучнаш, Бошњак, Живков, Живковић и Илић. Број становника је 1796. године износио 444, а век касније 1890. године има их 409 православних душа. Године 1885. Бреме је са парохијском филијалом Илочац у саставу Мохачког изборног среза за црквено-народни сабор. У Бремену је пописано 424 душе, а у Илочцу још 227.
Године 1826. записан је као месни православни парох, поп Стојан Јаковљац. Јереј Милан Костовић је парох у Бремену 1892-1902. године.
У селу и данас стоји српска православна црква, посвећена празнику Вазнесењу Господњем. Месно православно парохијско звање је основано 1752. године. Матрикуле крштеих и умрлих бележе се од 1754. године, а венчаних од 1760. године. Храм је подигнут 1755. године, а темпло је осликао Сабљицки из Беча 1897. године. Био је у добром стању почетком 20. века.
У селу је рођен Адам Драгосављевић, познати посленик Срба у Угарској. Скупили су Срби из Бремена 1886. године 20 ф. 30 новчића за „српске рањенике”. Прилог су предали „Добротворној задрузи Српкиња Новосадкиња”.
Општина бременска је 1745. године издвајала годишње по 15 ф. за издржавање српске школе. Андреј Адамовић је српски учитељ 1808. године. Око 1810. године дошао је у Бремен из Доње Нане, учитељ Игњат Ромић. Учитељ Сава Милић је 1816. године купио једну корисну књигу за његов посао. Књигу о пчелама купио је 1860. године месни учитељ Јован Милић, у друштву са поп Савом Гојковићем. Био је и 1868. године учитељ у месту поменути Јован Милић. Школски референт Поповић је фебруара 1884. године свратио у основну школу у Бремену. Нашао је у њој учитеља Јована Деспотовића да ради са 40 ученика. Школа у месту 1896. године није по пропису била уређена. По отвореном стечају за упражњено место учитеља у месној школи види се да је понуђена основна плата износила 115 ф. годишње са другим примањима. Био је 1899. године у Бремену привремени учитељ Петар Парабак. Основна школа је српска народна са једним здањем сазиданим 1887. године. Учитељ је Ђорђе Петровић. Школски уптавитељ је парох а старатељ Живко Дреновац. Школу похађа на редовној настави 41 дете, а у недељну школу иде 15 ђака старијег узраста. У Бременској основној школи ради 1907. године учитељ Јован Коцкар.
Године 1905. Бремен је мала општина у Шиклошком срезу. Ту живи 2128 становника у 354 дома. Немци и Мађари доминирају. Срба је мало; има 352 православне душе (или 16%) са 83 куће. Од српских јавних здања ту је православна црква и народна школа. у насељу се налази поштански уред. Почетком 20. века у месту је српска црквена општина, скупштина је редовна под председништвом Живка Петровића. Постоји српско православно гробље, а црквено-општински посед је од 47 кј. земље. Православна парохија је шесте платежне класе, ту припада и парохијска филијала Рацбоја (Српска Боја).
У филијали Рацбоји било је 216 православних душа, од којих су Срби - 100. ПТТ комуникације су у оближњој Мађарбоји, а само место припада политичкој општини Бремену.
Има црквена општина у Бремену парохијски дом и парохијску сесију са 38 кј. земље. Парох је 1905. године поп Милан Костовић, родом из Борјада.
Постојала је у месту 1905. Српска земљорадничка задруга са капиталом 4.712 к. Водили су је: председник Ђока Радановић и пословођа Стојан Ђелановић.
Срби су у насељу присутни још од средњег века, али је њихов број посебно нарастао после Велике сеобе.
После Првог светског рата и поделе Барање на два дела — данас мађарски (северни, већи) и југословенски (јужни, мањи), Бреме се нашло у сасвим другачијем, неповољнијем положају. Нова граница између Републике Мађарске и Краљевине Срба, Хрвата и Словенаца, нашла се уз само насеље. У следећим годинама огромна већина Срба (близу 400 душа) се иселила у српске делове новоосноване Краљевине Срба, Хрвата и Словенаца.
Почетком 21. века у Бремену је опстала српска Вазнесењска црква у центру насеља. На њеној спољашној фасада су три узидана споменика, са епитафима, породица са цинцарским пореклом: Поповић, Ђурковић и Георгијевић. Српска гробљанска парцела је у оквиру католичког гробља. На месту старог српског гробља после санације осамдесетеих година 20. века, направљен је мали парк са бистом Адама Драгосављевића. Само три стара споменика (породица Вучић и Петровић) су пренета на католичко гробље, за остале се не зна. У гробљанској поменутој парцели је сад седам споменика, а ту су сахрањени породице Вучић, Петровић, Веменац и Марић.